# Rektorat Matki Bożej Częstochowskiej w Krakowie (Dębniki)
Rektorat Matki Bożej Częstochowskiej w Krakowie – rektorat rzymskokatolicki należący do dekanatu Kraków-Borek Fałęcki archidiecezji krakowskiej w Kobierzynie przy ulicy Babińskiego 29, na terenie szpitala neuropsychiatrycznego.

## Historia rektoratu
Kaplica parafialna wybudowana w latach 1908-1913.
Dekretem o utworzeniu duszpasterstwa pw. Matki Boskiej Częstochowskiej wydanym przez ks. kardynała Franciszka Macharskiego w roku 1998 kaplica szpitalna stała się kościołem rektoralnym, w którym gromadzą się na modlitwę pacjenci szpitala oraz osoby, mieszkające na tym terenie.
Rektorat został powołany w 2005 roku.

## Terytorium rektoratu
Ulica Babińskiego 29 (teren szpitala)

## Wspólnoty parafialne
- Służba Liturgiczna Ołtarza
- Róże Żywego Różańca